# Kulgam
Kulgām är en ort i Indien.   Den ligger i unionsterritoriet Jammu och Kashmir, i den norra delen av landet, 600 km norr om huvudstaden New Delhi. Kulgām ligger 1 742 meter över havet och antalet invånare är 16 246.
Terrängen runt Kulgām är varierad. Runt Kulgām är det tätbefolkat, med 369 invånare per kvadratkilometer. Närmaste större samhälle är Anantnag, 15,7 km nordost om Kulgām. I omgivningarna runt Kulgām växer i huvudsak blandskog.